# Humanae Vitae
Humanae Vitae (Latijn voor Over het menselijk leven) is de zevende en laatste encycliek van paus Paulus VI. De encycliek verscheen op 25 juli 1968 op het feest van de heilige apostel Jacobus en gaat over het menselijk leven, het huwelijk en geboorteregeling.

## Inhoud

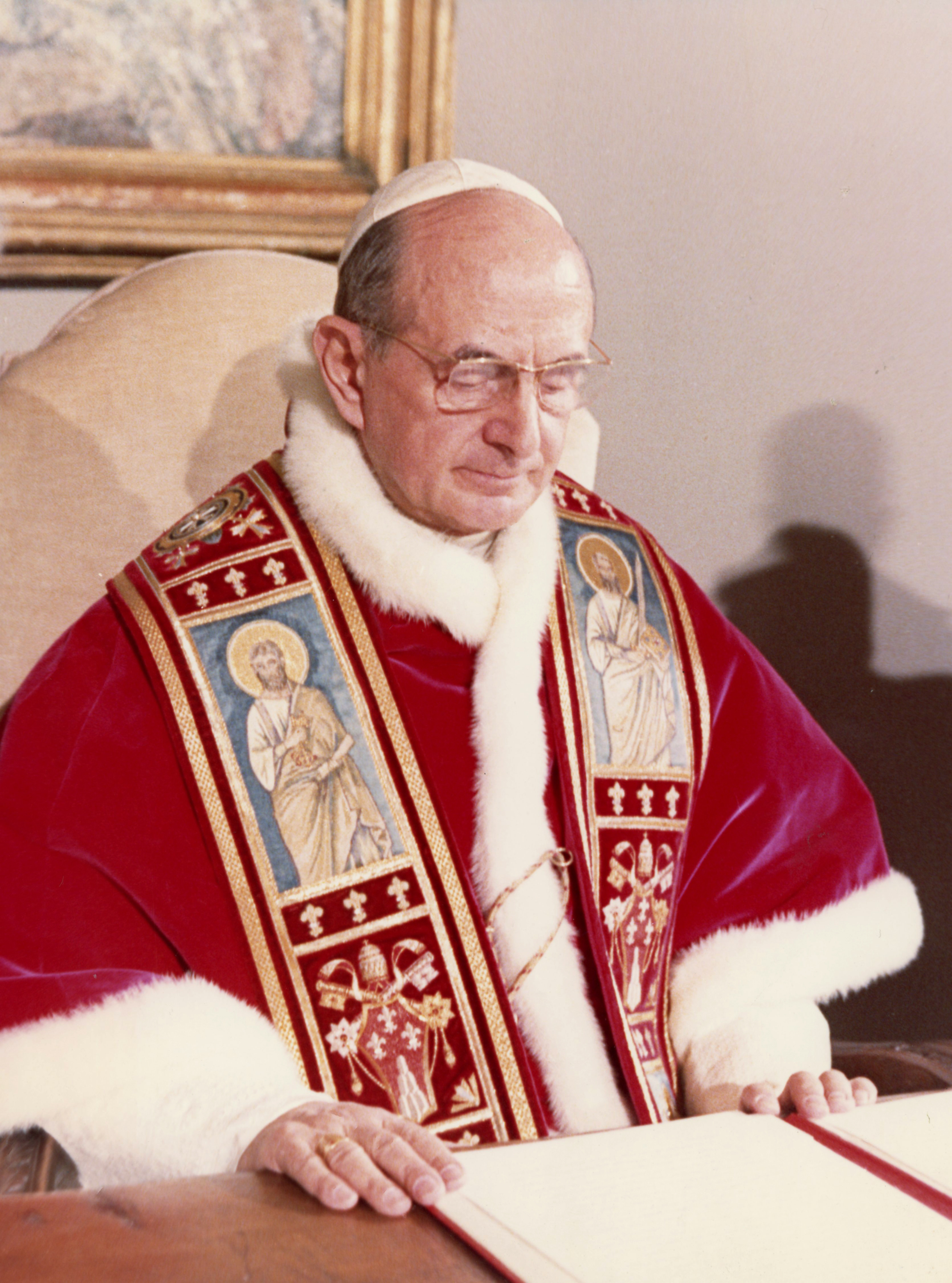
Paus Paulus VI in het Vaticaan op 29 juni 1968

In de encycliek herbevestigde paus Paulus VI de katholieke visie dat huwelijksliefde, seksualiteit en de mogelijkheid tot procreatie onlosmakelijk met elkaar verbonden zijn. Op basis van deze leer worden de natuurlijke methoden voor geboorteregeling in het kader van verantwoord ouderschap toegestaan en wordt het gebruik van abortus, sterilisatie en artificiële voorbehoedmiddelen zoals het condoom en de pil verboden. De toepassing van therapeutische middelen (waaronder de pil) in het kader van genezing van ziekten is echter geoorloofd.
Humanae Vitae is sinds zijn verschijnen steeds opnieuw door het kerkelijk leergezag bevestigd.
De encycliek bestaat uit drie delen:
I. Nieuwe aspecten van het probleem en bevoegdheid van het kerkelijk leergezag
II. Beginselen van de kerkelijke leer
III. Richtlijnen voor de zielzorg
De Nederlandse vertaling werd in België uitgegeven door D.A.P. Reinaert Uitgaven en was voorzien van een verklaring van het Belgisch episcopaat van 30 augustus 1968.

## Voor- en tegenstanders
Voor een aantal katholieken werd deze encycliek berucht omdat zij aan gehuwden het recht ontzegt om zelf op basis van het eigen geweten keuzes te maken inzake contraceptie. Als gevolg hiervan voelde een groep katholieke vrouwen zich van de Kerk vervreemd.
De Zwitserse theoloog Hans Küng (1928-2021) meende dat paus Paulus VI niet op zuiver theologische gronden tot zijn standpunt in Humanae Vitae gekomen was, maar dat de paus ervoor terugschrok om het reeds eeuwen vaststaande verbod inzake voorbehoedsmiddelen op te geven, omdat hij daarmee impliciet vergissingen van zijn voorgangers zou toegeven en de twijfel omtrent het dogma van de pauselijke onfeilbaarheid zou versterken. De in 1930 gepubliceerde encycliek Casti Connubii, uitgevaardigd door zijn voorganger paus Pius XI, had reeds het gebruik van anticonceptiemiddelen een zonde genoemd.
Alhoewel publieke protesten tegen de encycliek slechts kortstondig waren, werd in de praktijk de inhoud van de tekst door miljoenen katholieke gelovigen verworpen.
In 2015 stelde Mgr. Johan Bonny, bisschop van Antwerpen, het kerkelijk inzicht in verband met seksualiteit in vraag. Hij deed dit in een bijdrage aan de theologische bundel Zerreissprobe Ehe (Herder Verlag), een werk met bijdragen van specialisten uit diverse disciplines. Net als anderen voor hem bekritiseert hij het argument dat er een natuurwet zou bestaan die als morele basis voor een seksuele moraal kan dienen.
Ook diverse organisaties bekritiseerden dit document, omdat Humanae Vitae het gebruik van de pil (en van het condoom) als onchristelijk veroordeelt. Volgens organisaties zoals We Are Church en New Ways Ministry zou de encycliek "een rampzalig effect gehad hebben op de armen en machtelozen in de gehele wereld, heeft zij het leven van vrouwen in gevaar gebracht en heeft zij miljoenen blootgesteld aan het risico besmet te raken met hiv".
Anderen beschouwen deze encycliek als profetisch omwille van de vier voorspellingen over de gevolgen voor de mens en de samenleving die het veralgemeend gebruik van contraceptie zouden voortbrengen. Zo schreef Paus Paulus VI dat het gebruik van kunstmatige geboorteregeling zou leiden tot huwelijksontrouw en algemeen zedenverval. Hij vreesde voor het gevaar dat de man de eerbied voor zijn vrouw zou verliezen en in haar nog enkel een object voor zijn bevrediging zou zien. Contraceptie zou bovendien door totalitaire politieke regimes misbruikt kunnen worden en zou de mens kunnen doen denken dat hij ongelimiteerd macht heeft over zijn eigen lichaam en de natuurlijke functies ervan.